# Ibrahim Karamoko
Ibrahim Karamoko (Parijs, 23 juli 2001) is een Frans voetballer die sinds 2023 uitkomt voor FC Versailles.

## Carrière
Karamoko ruilde in 2017 de jeugdopleiding van Lille OSC voor die van Chievo Verona. In maart 2019 ondertekende hij er zijn eerste profcontract. Op 28 april 2019 maakte hij Karamoko zijn officiële debuut in het eerste elftal: in de competitiewedstrijd tegen Parma Calcio 1913 (1-1) viel hij in de 86e minuut in voor Perparim Hetemaj. Chievo was toen al zeker van de degradatie naar de Serie B. Een week later viel Karamoko tegen SPAL (0-4-verlies) al na een halfuur in voor de geblesseerde Fabio Depaoli. In het seizoen 2019/20 viel hij vijf keer in in competitieverband (vier keer in de reguliere competitie en daarna ook in de play-offwedstrijd tegen Empoli FC), enkel in de bekerwedstrijd tegen Ravenna Calcio kreeg hij een basisplaats.
In september 2020 stapte Karamoko over naar Torino FC. In zijn debuutseizoen speelde hij er geen enkele officiële wedstrijd in het eerste elftal. Op de slotdag van de zomertransfermercato van 2021 leende de club hem voor één seizoen uit aan de Belgische tweedeklasser Excelsior Virton. Daar speelde hij dertien competitiewedstrijden, waarvan wel slechts twee als basisspeler. Zijn laatste officiële wedstrijd voor Virton, dat op het einde van het seizoen laatste eindigde maar zich uiteindelijk kon handhaven door het faillissement van Excel Moeskroen, speelde hij op 23 januari 2022.
In het seizoen 2022/23 speelde Karamoko met het B-elftal van EA Guingamp in de Championnat National 2. In de zomer van 2023  In augustus 2023 leek hij even een nieuw contract te gaan versieren bij Guingamp, maar uiteindelijk zette hij op het einde van de maand zijn koffers neer bij derdeklasser FC Versailles.